# Força de Estabilização

Insígnia NATO da SFOR.

A Força de Estabilização (SFOR) foi uma força multinacional de manutenção de paz liderada pela NATO utilizada na Bósnia e Herzegovina, após a guerra da Bósnia. Embora SFOR tenha sido liderada pela NATO, várias organizações e países não pertencentes a NATO contribuíram com tropas.

## Missão
A missão declarada da SFOR era "deter as hostilidades e estabilizar a paz, contribuir para um ambiente seguro, proporcionando uma presença militar contínua na área de responsabilidade, e coordenar o apoio para áreas-chave, incluindo principais organizações civis de implementação, e progresso rumo a uma consolidação duradoura de paz, sem mais necessidade de forças lideradas pela OTAN na Bósnia e Herzegovina ".

## Estrutura e história
SFOR foi estabelecido em resolução do Conselho de Segurança 1088 em 12 de dezembro de 1996.  Ela sucedeu a Força de Implementação da IFOR, que foi implantada para a Bósnia e Herzegovina em 20 de dezembro de 1995 com mandato de um ano.